# Real Murcia Club de Fútbol
Il Real Murcia Club de Fútbol è una società calcistica spagnola con sede nella città di Murcia. Milita in Primera División RFEF, terza serie del campionato spagnolo di calcio.

## Storia
Il club fu fondato nel 1908 con il nome di Levante Foot-ball Club; nella stagione 1923-1924 gli fu concesso dal re di Spagna Alfonso XIII il titolo di Real, cambiando così denominazione in Real Murcia CF. Lo stadio de La Condomina venne aperto l'anno successivo; ha ospitato le gare interne della squadra fino al 2006, anno in cui è stato rimpiazzato dall'Estadio Nueva Condomina, impianto da 31.179 posti.
Al termine della stagione 1939-1940 il club viene promosso per la prima volta in Primera División, la massima serie del calcio spagnolo: è infatti la squadra con il maggior numero di promozioni in Primera División (12) e con il maggior numero di titoli di Segunda División (8). 
La squadra ha vinto il suo ultimo titolo di Segunda División nel 2002-2003. Nell'annata 2007-2008 ritorna in Primera División, dopo essere giunta terza nella precedente Segunda: questa è l'ultima apparizione della squadra nella massima serie. 
Nel campionato 2013-2014 centra la qualificazione ai play off per la promozione in Primera División, grazie ad un buon quarto posto: tuttavia, dopo l'eliminazione avvenuta per mano del Cordoba, la società fallisce nell'intento e viene perfino penalizzata con il declassamento in Segunda División B a causa di irregolarità finanziarie. 
Nel 2019-2020 la squadra conquista la sua prima Copa Federación de España, battendo in finale, ai calci di rigore, il Club Deportivo Tudelano.

## Strutture

### Stadio
Il Nueva Condomina è stato inaugurato l'11 ottobre 2006 in occasione della partita amichevole fra le nazionali di Spagna e Argentina. La prima partita disputata dal Real Murcia su questo campo risale al 26 novembre dello stesso anno contro il Real Valladolid.

## Storia nella Liga
- Stagioni in Primera División: 18
- Stagioni in Segunda División: 53
- Stagioni in Segunda División B: 13
- Stagioni in Tercera División: 4
- Miglior piazzamento nella Liga: 11° (1944/1945, 1945/1946, 1983/1984, 1986/1987)

## Palmarès

### Competizioni nazionali
- Segunda División: 8  (Record)

1939-1940, 1954-1955, 1962-1963, 1972-1973, 1979-1980, 1982-1983, 1985-1986, 2002-2003.
- Copa Federación de España: 1

2019

## Organico

### Rosa 2023-2024
Aggiornata al 18 marzo 2024.
| N. |                      | Ruolo | Calciatore          |
| -- | -------------------- | ----- | ------------------- |
| 1  | Spagna (bandiera)    | P     | Manu García         |
| 2  | Spagna (bandiera)    | D     | José Ruiz           |
| 3  | Spagna (bandiera)    | D     | Marc Baró           |
| 4  | Argentina (bandiera) | D     | Marcos Mauro        |
| 5  | Ghana (bandiera)     | D     | Sabit Abdulai       |
| 6  | Spagna (bandiera)    | D     | Alberto González    |
| 7  | Spagna (bandiera)    | C     | Isi Gómez           |
| 8  | Spagna (bandiera)    | C     | Pablo Larrea        |
| 9  | Marocco (bandiera)   | A     | Amin Bouzaig        |
| 10 | Brasile (bandiera)   | A     | Matheus Cadorini    |
| 10 | Spagna (bandiera)    | C     | Loren Burón         |
| 11 | Spagna (bandiera)    | A     | José Ángel Carrillo |
| 13 | Spagna (bandiera)    | P     | Iker Piedra         |

| N. |                          | Ruolo | Calciatore            |
| -- | ------------------------ | ----- | --------------------- |
| 14 | Spagna (bandiera)        | A     | Pedro León (capitano) |
| 15 | Spagna (bandiera)        | C     | Andrés López          |
| 16 | Guinea-Bissau (bandiera) | D     | Víctor Rofino         |
| 17 | Spagna (bandiera)        | C     | Dani Vega             |
| 18 | Spagna (bandiera)        | C     | Carlos Rojas          |
| 19 | Spagna (bandiera)        | D     | Juan Carrión          |
| 21 | Spagna (bandiera)        | C     | Tomás Pina            |
| 22 | Spagna (bandiera)        | D     | Enol Coto             |
| 23 | Spagna (bandiera)        | C     | Imanol Alonso         |
| 24 | Spagna (bandiera)        | P     | Gianni Cassaro        |
| 25 | Spagna (bandiera)        | A     | Álex Rubio            |
| 26 | Slovacchia (bandiera)    | C     | Martin Šviderský      |